# Konektivizmus

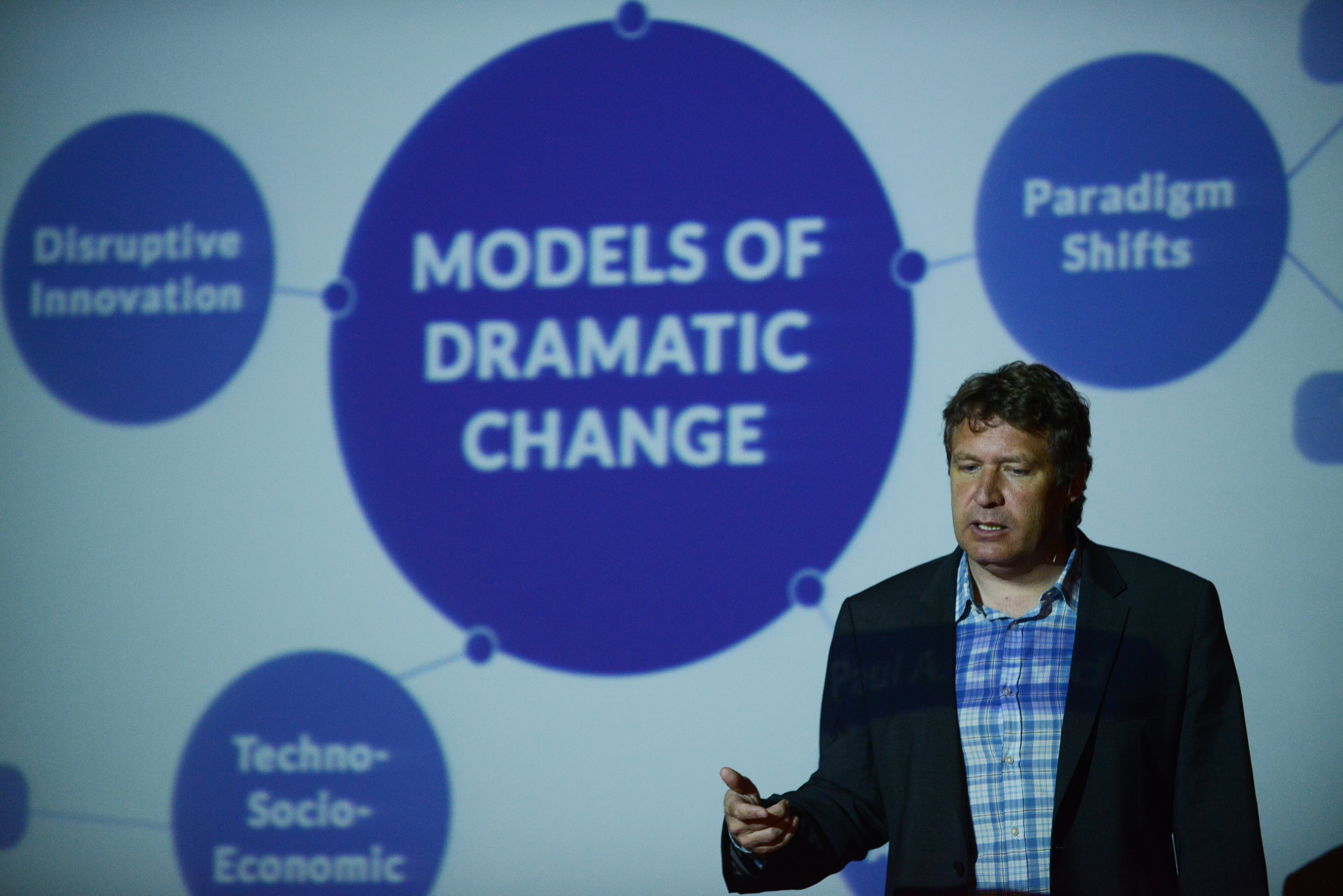
George Siemens (spoluzakladatel konektivizmu) během přednášky v roce 2015.

Konektivizmus (ang. connectivism) "teorie učení v digitálním věku" byla vyvinuta George Siemensem a Stephenem Dowensem na základě jejich analýzy nedostatků dosavadních teorií učení vycházejících z behaviorismu, kognitivizmu a konstruktivizmu. Tyto starší přístupy podle autorů této teorie nepostačují k popisu učení v prostředí propojeného světa.

## Principy konektivizmu
- Získané znalosti a dovednosti vycházejí z různosti názorů.
- Učení je proces propojování specializovaných uzlů či zdrojů informací.
- Zdrojem učení nemusí být lidé, ale i technologie. Znalosti mohou být latentně obsaženy v určité komunitě, síti nebo databázi.
- Schopnost se učit je důležitější než aktuální objem nabitých znalostí. Schopnost informaci nalézt je důležitější než ji vědět.
- Udržování propojení a jeho rozvoj usnadňují růst vzdělání
- Schopnost nacházet souvislosti a paralely mezi různými oblastmi, myšlenkami a koncepty je základní dovednost
- Cílem veškerého konektivistického učení je přesná a aktuální znalost.
- Samo rozhodování je součástí procesu učení. Vybíráme si co se budeme učit a význam přijímané informace nahlížíme přes objektiv měnící se reality. To že dnes máme správnou odpověď, nemusí znamenat, že ji budeme mít i zítra, neboť vše kolem se mění.